# Kanton Colombey-les-Belles
Kanton Colombey-les-Belles (fr. Canton de Colombey-les-Belles) byl francouzský kanton v departementu Meurthe-et-Moselle v regionu Lotrinsko. Tvořilo ho 31 obcí. Zrušen byl po reformě kantonů 2014.

## Obce kantonu
- Aboncourt
- Allain
- Allamps
- Bagneux
- Barisey-au-Plain
- Barisey-la-Côte
- Battigny
- Beuvezin
- Colombey-les-Belles
- Courcelles
- Crépey
- Dolcourt
- Favières
- Fécocourt
- Gélaucourt
- Gémonville
- Germiny
- Gibeaumeix
- Grimonviller
- Mont-l'Étroit
- Pulney
- Saulxerotte
- Saulxures-lès-Vannes
- Selaincourt
- Thuilley-aux-Groseilles
- Tramont-Émy
- Tramont-Lassus
- Tramont-Saint-André
- Uruffe
- Vandeléville
- Vannes-le-Châtel